# Блонді (собака)

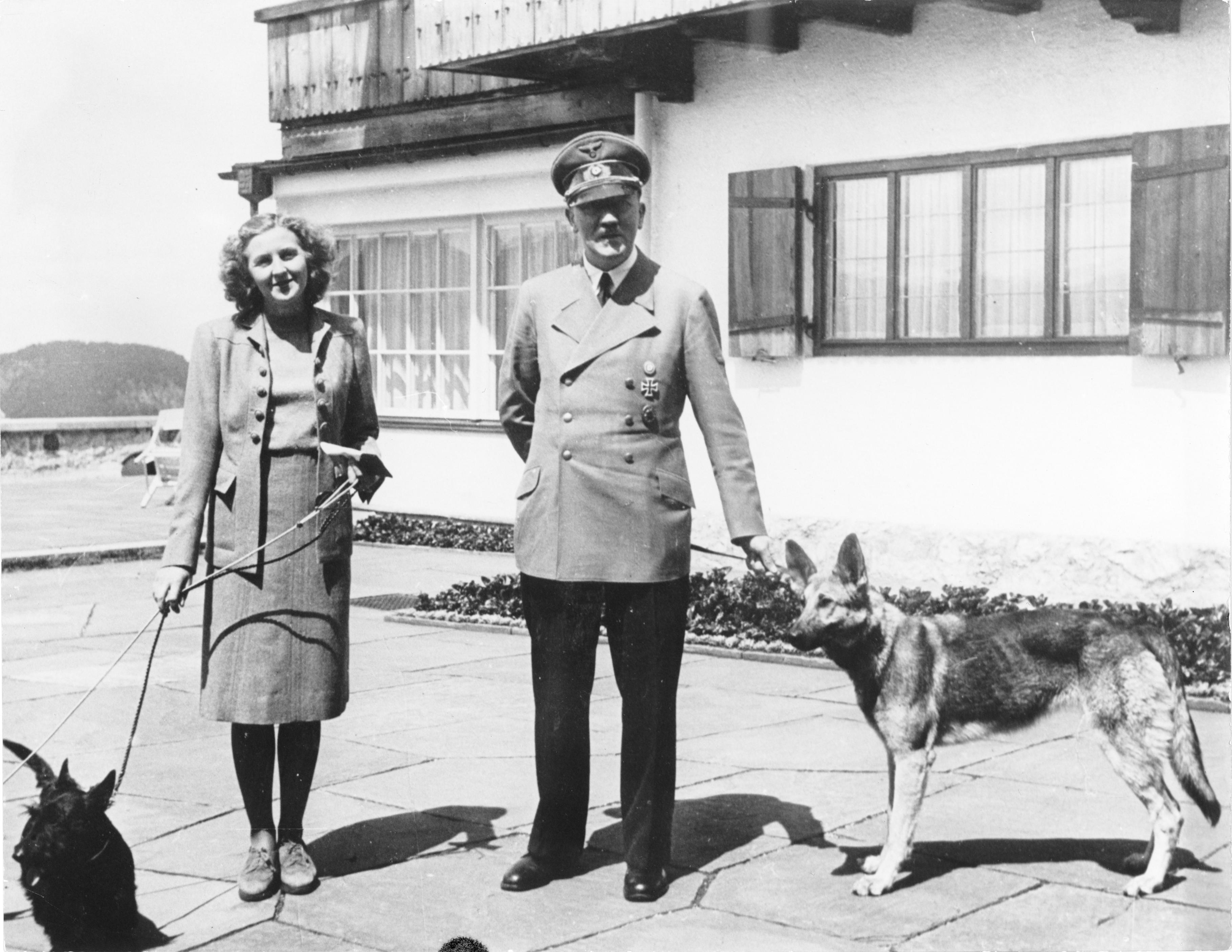
Адольф Гітлер і Єва Браун в Бергхофі. Гітлер вигулює Блонді.

Блонді (нім. Blondi) — німецька вівчарка, що належала Адольфу Гітлеру. Вона була подарована фюрерові Мартіном Борманом в 1941 році і залишалася з Гітлером, навіть коли той перемістився в бункер під рейхсканцелярією в квітні 1945 року. У бункері Блонді принесла приплід з п'яти цуценят від німецької вівчарки Харасс, що належала вдові архітектора Пауля Трооста. Гітлер назвав одного з цуценят Вольф («вовк») на свою честь («благородний вовк» — значення імені Адольф). Перед тим, як накласти на себе руки, фюрер наказав своєму лікареві Людвігу Штумпфеггеру умертвити Блонді, давши їй таблетки ціаніду. Коли в бункер увійшли представники радянських військ, вони виявили трупи Блонді і одного її цуценя. 30 квітня 1945 року, після самогубства фюрера, решту цуценят у саду рейхсканцелярії застрелив, особистий собаковод Гітлера.

## Блонді в мистецтві
Образ Блонді використовувався в ряді художніх фільмів. Серед них — радянський фільм-епопея «Падіння Берліна».